# Mont Cordonnier
Pour les articles homonymes, voir Cordonnier (homonymie).
 (octobre 2019).
Le mont Cordonnier est une montagne située à la frontière entre l’Alberta et la Colombie-Britannique, au Canada. Son sommet culmine à 3 012 mètres.